# Justicia brasiliana
Justicia brasiliana är en akantusväxtart som beskrevs av Albrecht Wilhelm Roth. Justicia brasiliana ingår i släktet Justicia och familjen akantusväxter. Inga underarter finns listade i Catalogue of Life.

## Bildgalleri

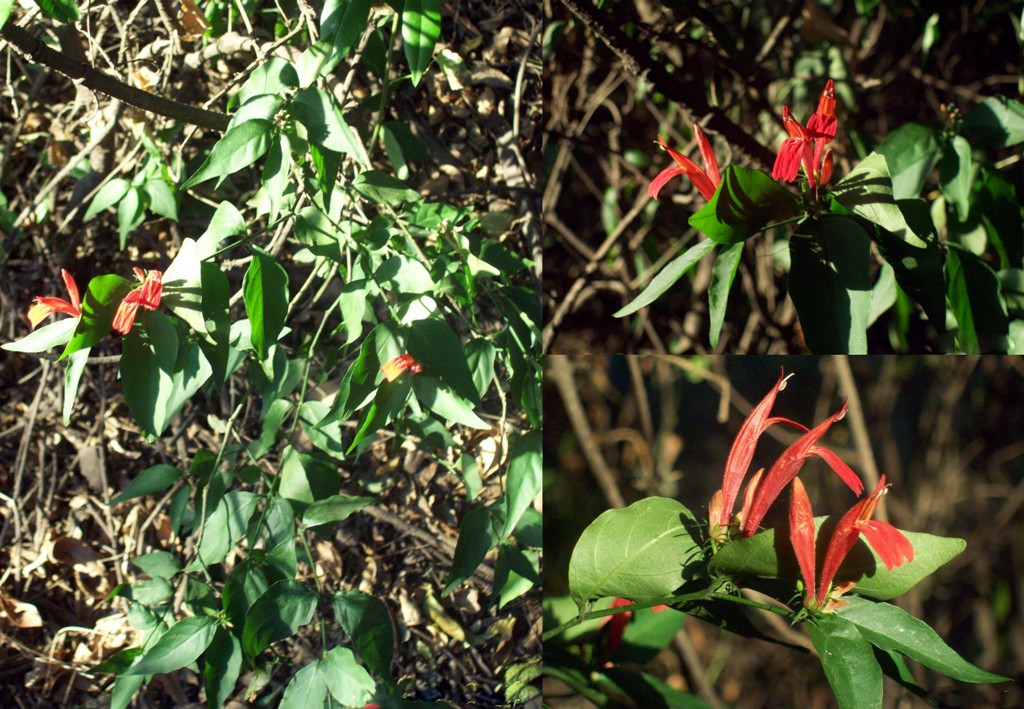